# Трийк, Николай
Николай Волдемар Трийк (эст. Nikolai Voldemar Triik; 7 августа 1884, Ревель, Эстляндская губерния, Российская империя— 12 августа 1940, Таллин, Эстонская ССР) — эстонский художник, график, педагог.

## Биография
Родился 7 августа 1884 года в Ревеле.
В 1901 году начал обучение живописи в Санкт-Петербурге в училище Штиглица, откуда вынужден был уйти в 1905 году, как участник революционных событий.
В 1906 году совершенствовался в ателье И. Браза, а с 1908 по 1909 год — в Рисовальной школе Общества поощрения художеств. В 1906 году Трийк также короткое время учился в Хельсинки в «Атенеуме» и в мастерской у Антса Лайкмаа. В конце того же года он уехал в Париж, где посещал École des Beaux-Arts и рисовальные классы в частных академиях Коларосси и Жюлиана.
В 1920—1930 годах Трийк занимался преподавательской деятельностью и сам в это время писал меньше. Среди его известных учеников — Айно Бах, народный художник Эстонской ССР.

## Творчество
В 1909 году, вернувшись в Эстонию, стал единомышленником Кристьяна Рауда и Антса Лайкмаа, полагавших, что залогом национального своеобразия и выразительности должно стать использование тематики старинных легенд и народной поэзии. Подобно Кристьяну Рауда Трийк увлёкся творчеством норвежца Г. Мюнте и русских художников Н. Рериха и И. Билибина. Вдохновленный их творчеством, художник создает в 1909 году картину «Леннук» (по названию легендарного судна Калевипоэга, на котором герой эпоса отправляется в путешествие на край света).
Трийк был прекрасным портретистом. Его работы — «Б. Линде» (1909), «М. Левин» (1910), «И. Меннинг» (1900), хранятся ныне в художетственном музее. На формирование почерка Трийка оказали влияние немецкие экспрессионисты и французские постимпрессионисты. Портрет Антса Лайкмаа (1913) и поэта Юхана Лийва (1909, уголь), рисунок углем «Антс Лайкмаа» (создан в 1913 году в Берлине параллельно с портретом, написанным маслом), портрет А. Трийк-Пыллусаар (1925, чёрный и красный карандаш) — одни из наиболее удачных работ художника. Также им написаны ряд портретов в полный рост: «И. Меннинг» (1916), «Л. Страндман» (1916), «Н. Симсиварт» (1919).

Работы Николая Трийка
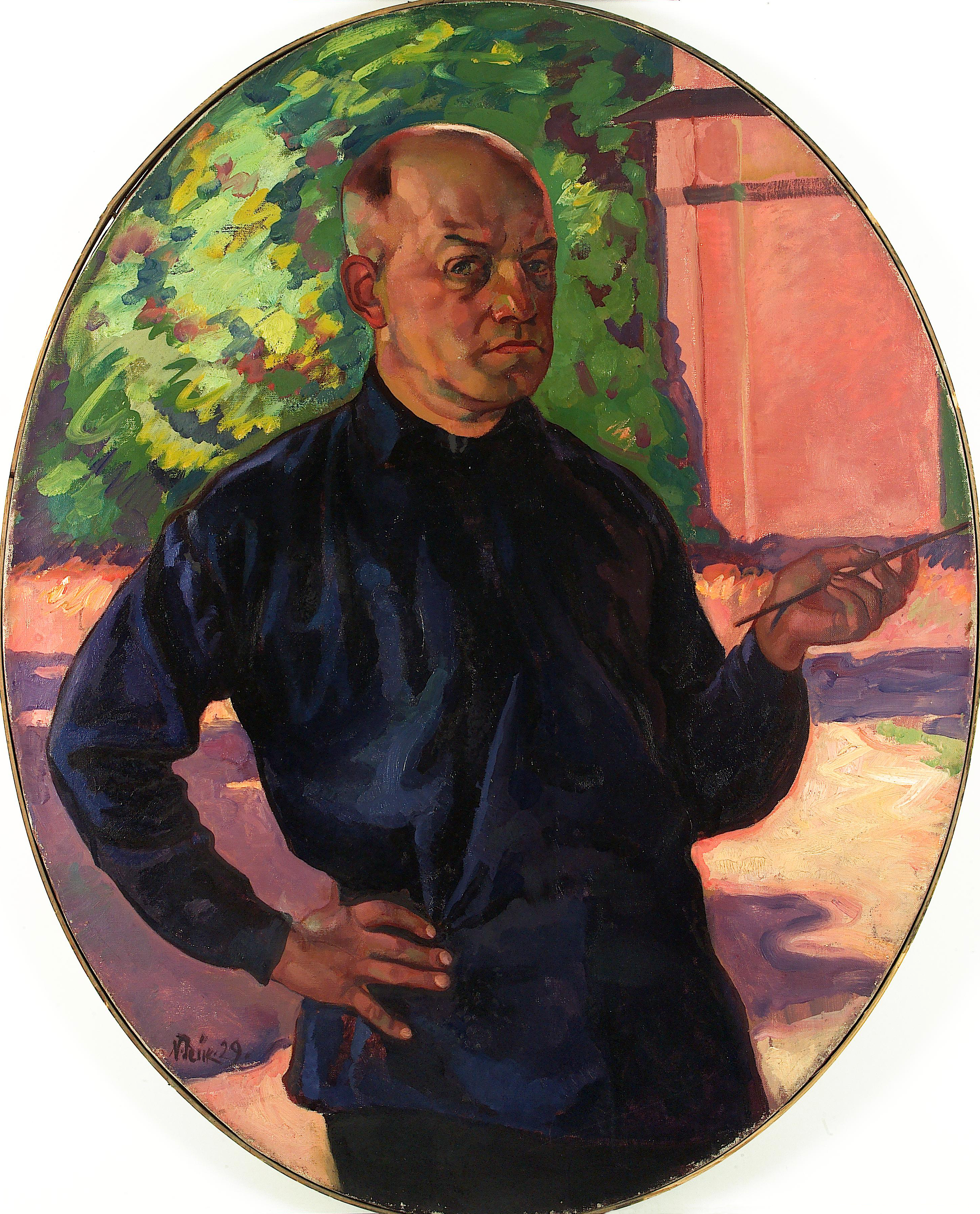
Автопортрет. 110 x 88 cm.
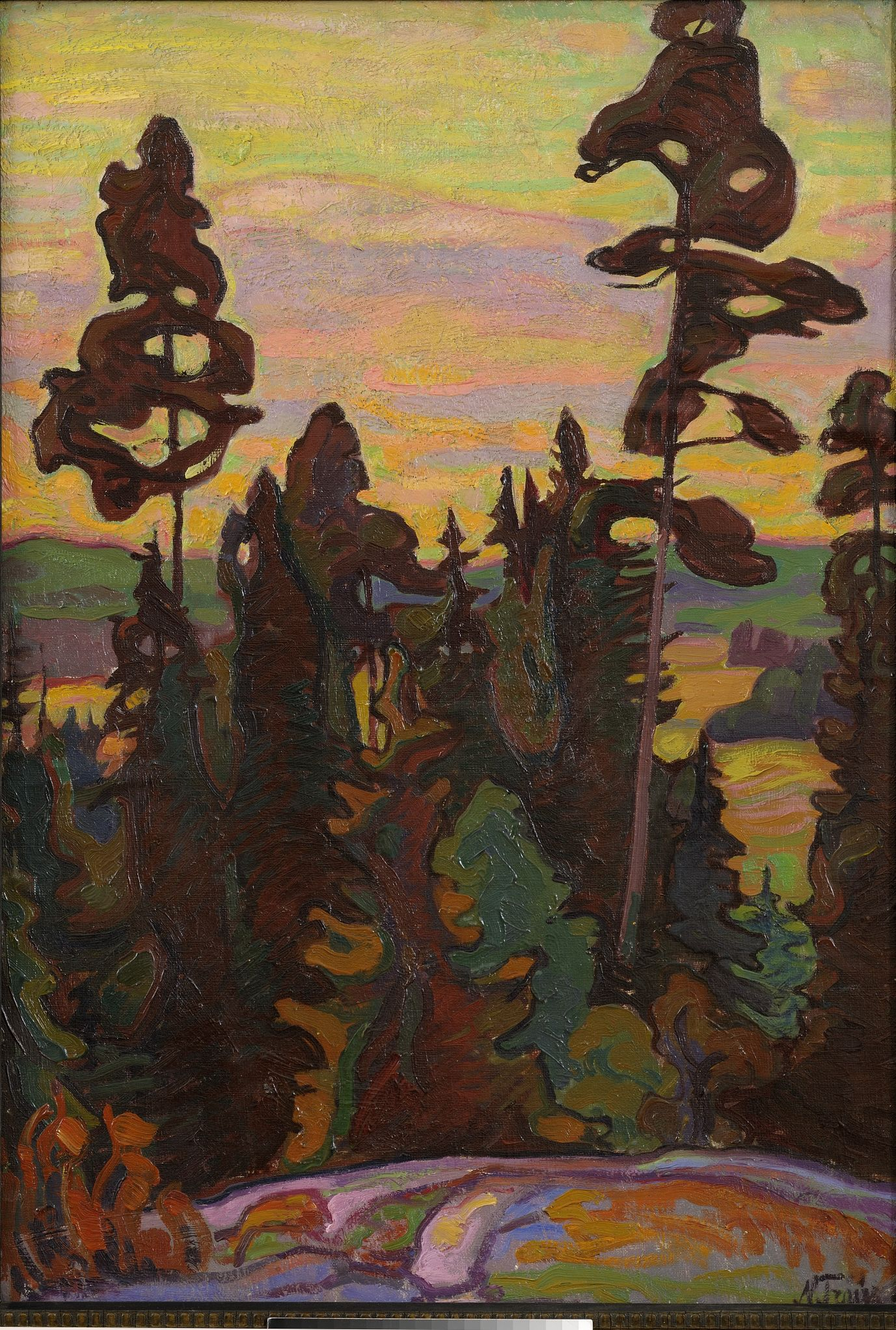
Финский пейзаж. 1914. 82 x 57,3 cm.
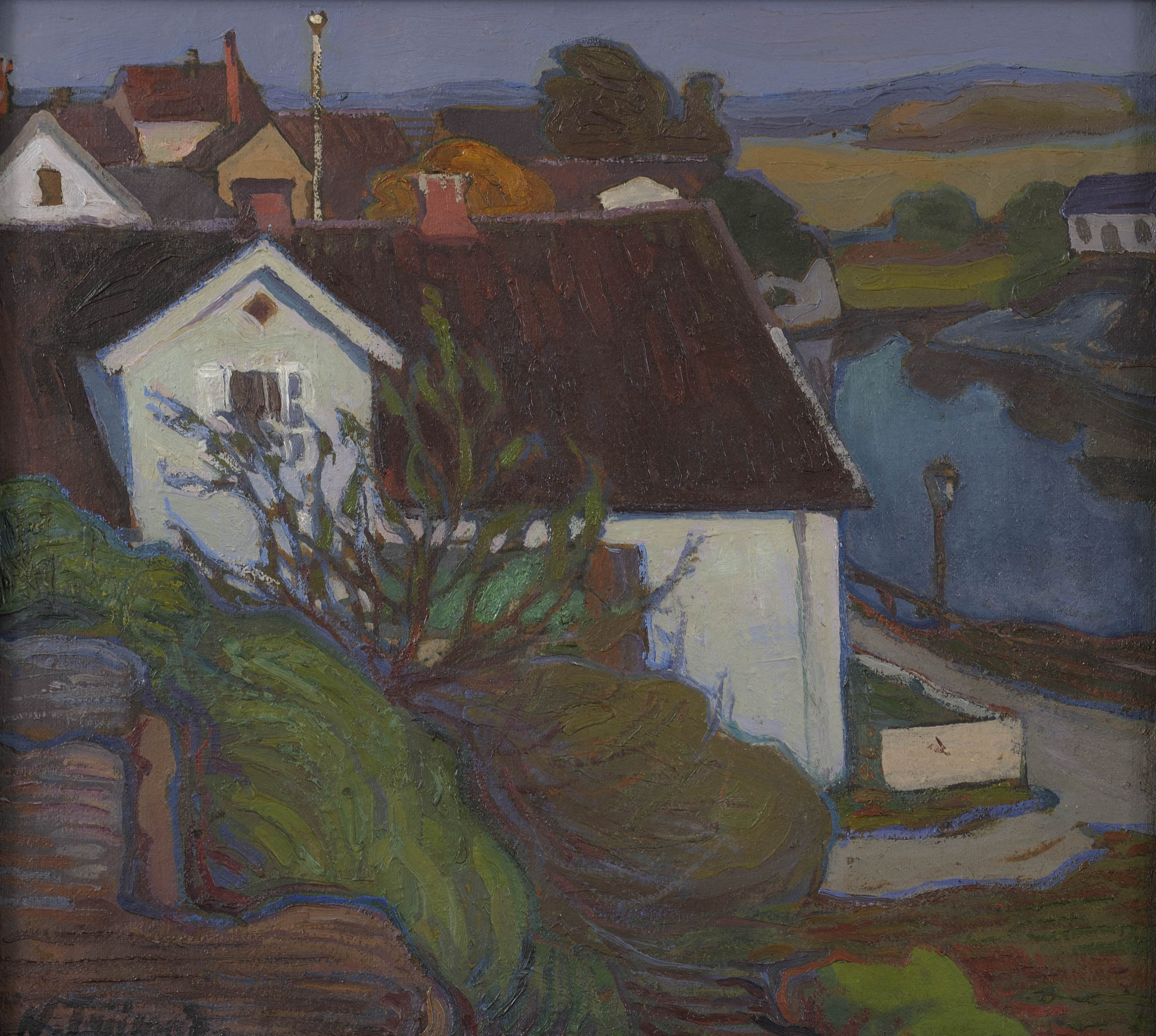
Väikelinna vaade.
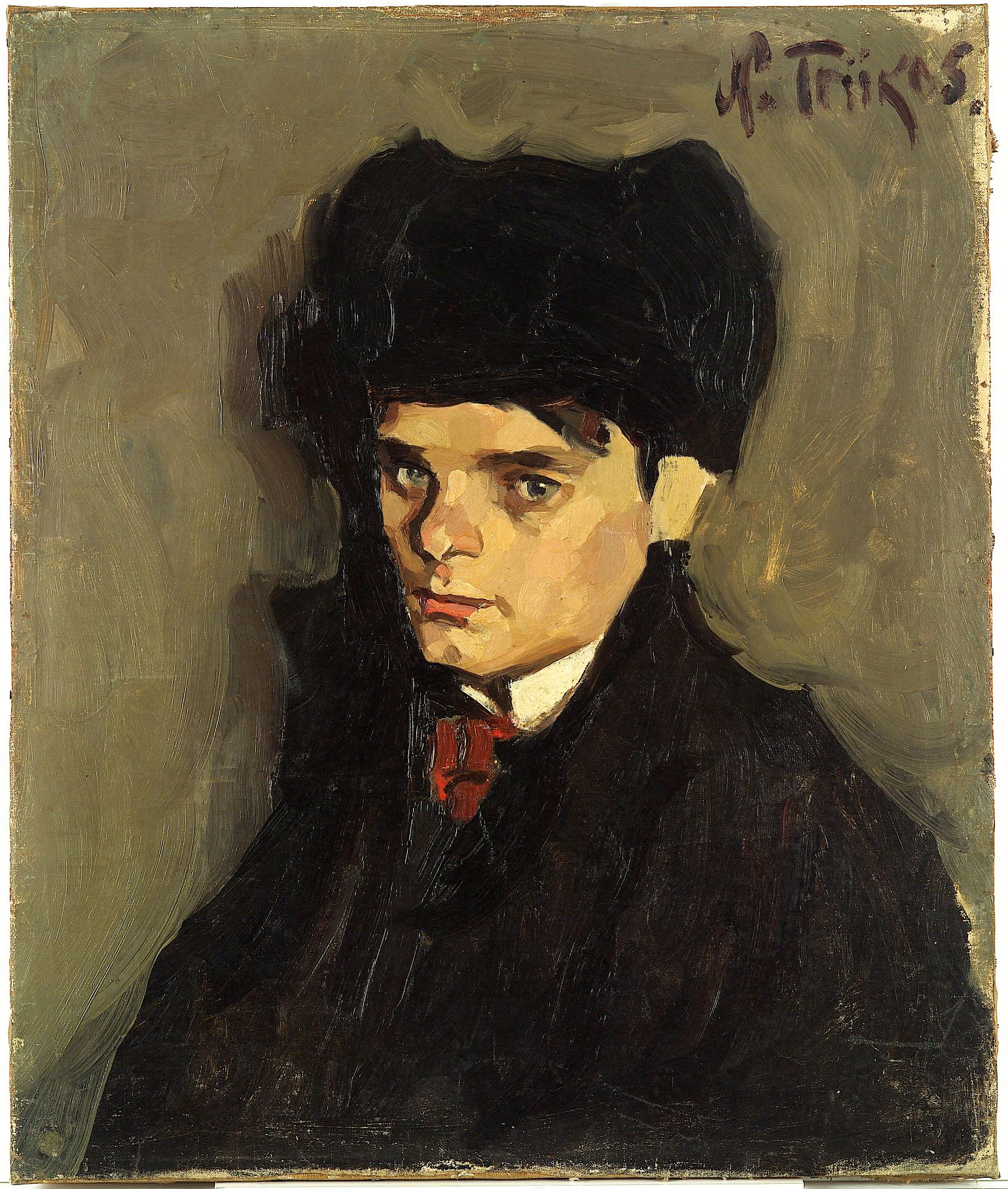
Портрет Александра Тассы. 1905. 59 x 49,6
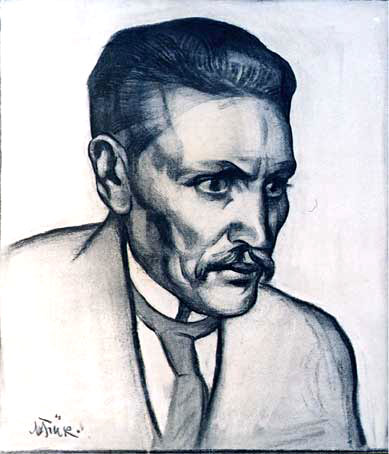
Юхан Лийв. 1934
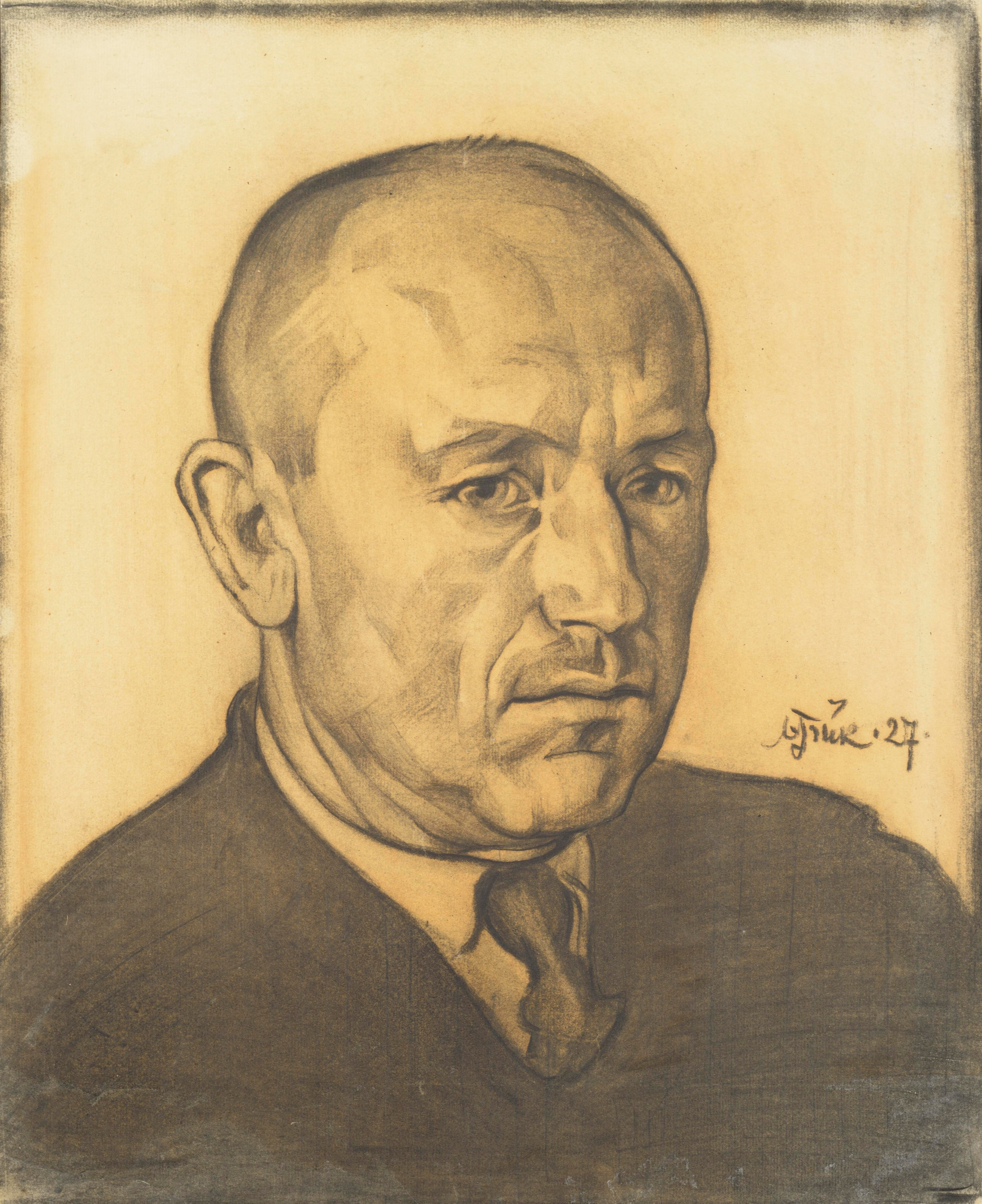
А. Х. Таммсааре
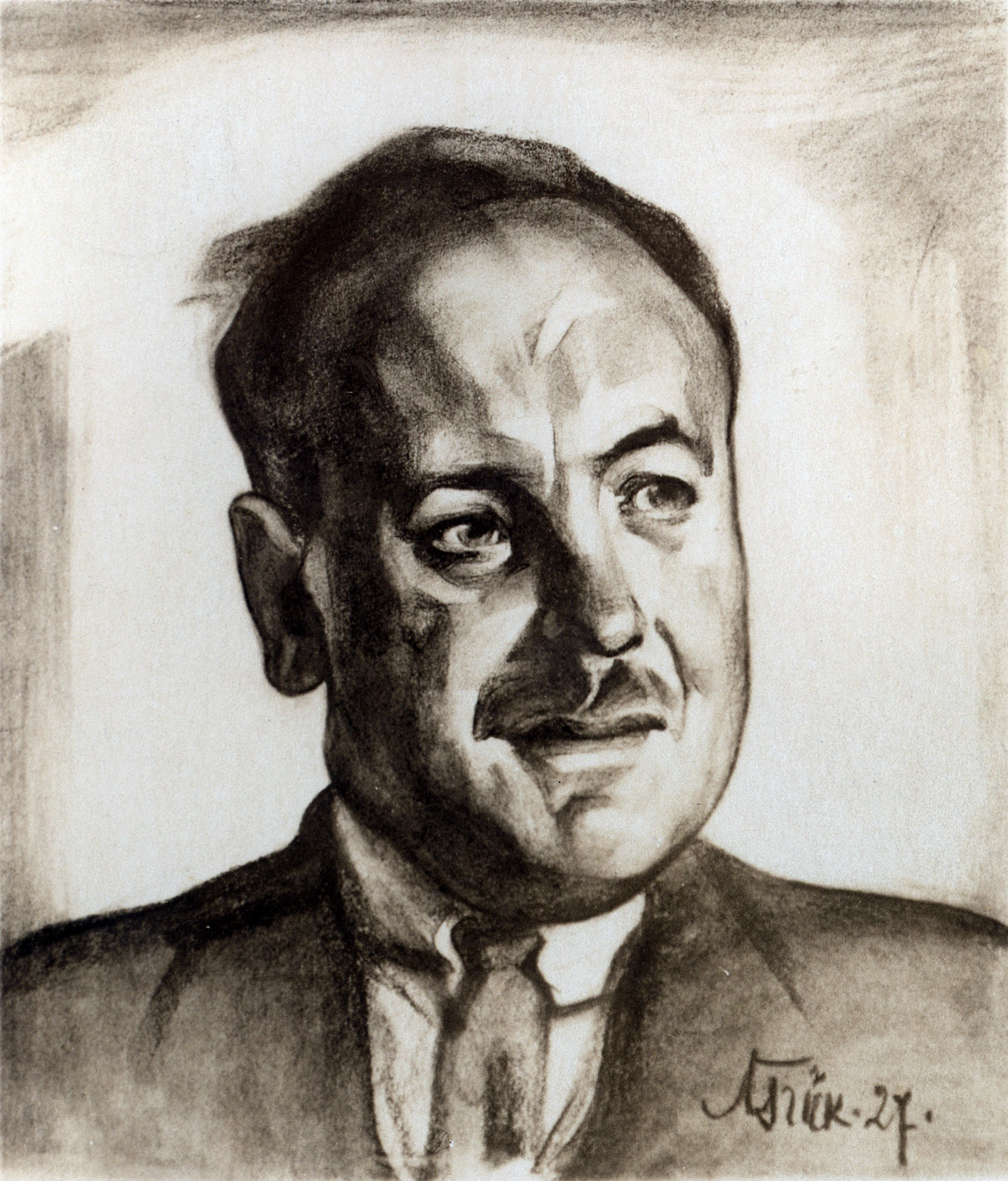
Bernhard Linde
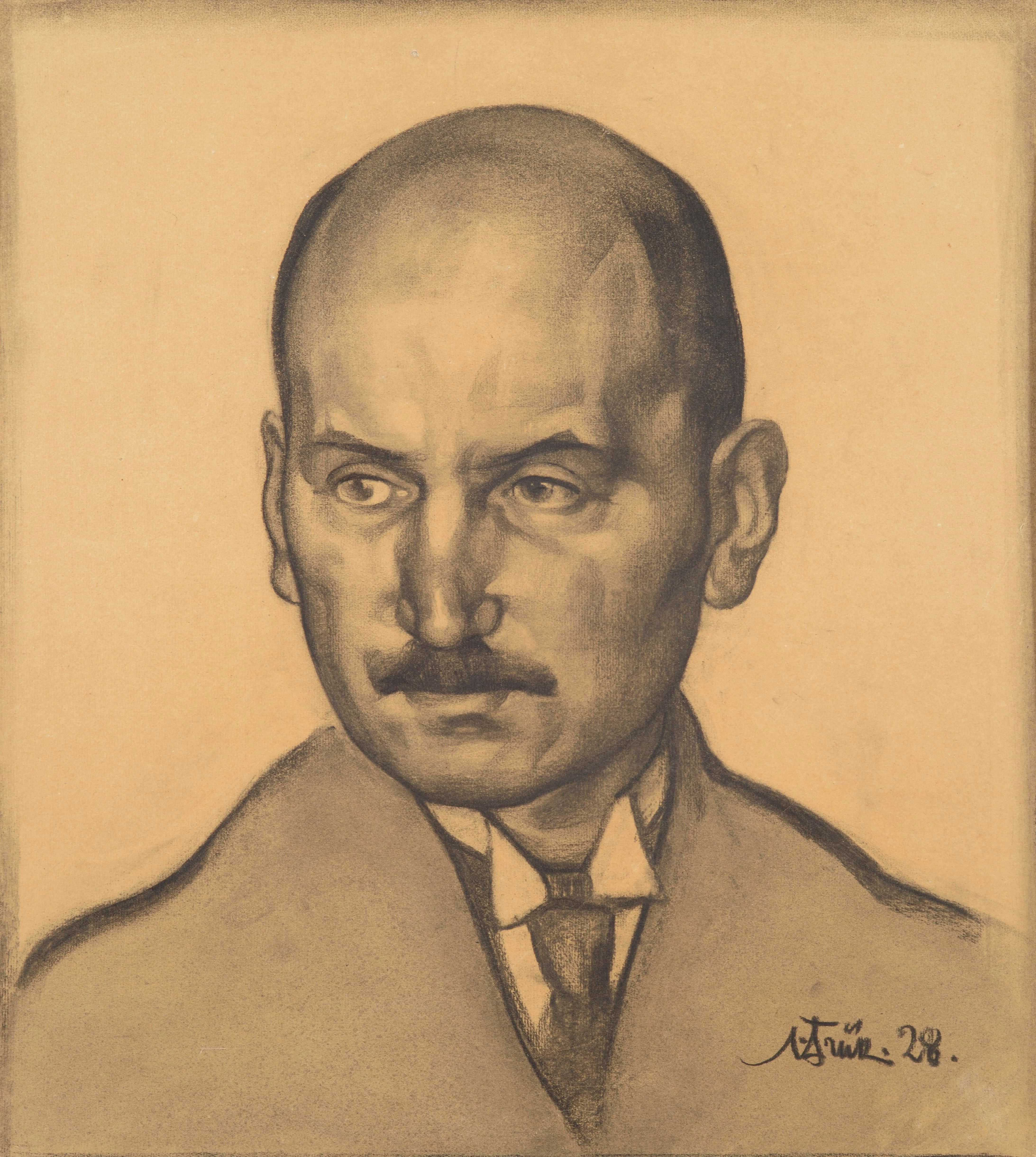
Оскар Лутс